# Tom Clapp
Tom Clapp (ur. 25 października 1858 w Marylebone, zm. 15 listopada 1933 w San Bernardino) – walijski rugbysta, reprezentant kraju.
Na poziomie klubowym związany był z Nantyglo RFC, Blaina RFC oraz Newport RFC, dla którego w ciągu ośmiu sezonów rozegrał 129 meczów, także jako kapitan. W latach 1882–1888 czternastokrotnie wystąpił w barwach walijskiej reprezentacji, w trzech z nich pełniąc rolę kapitana, zdobywając dwa przyłożenia, które jednak nie miały wówczas wartości punktowej.
W maju 1888 roku wyjechał do USA, gdzie z bratem Davidem prowadził farmę cytrusów.